# Khu bảo tồn thiên nhiên Kavkaz
Khu bảo tồn thiên nhiên Kavkaz (tiếng Nga: Кавказский им. Х.Г. Шапошникова заповедник) (còn được gọi là Caucasus, hoặc Kavkasky) là một khu bảo tồn thiên nhiên nghiêm ngặt bao gồm một phần tây bắc dãy núi khổng lồ Kavkaz, thuộc Mostovsky, Krasnodar, Liên bang Nga. Với diện tích 280.335 ha (1.082,38 dặm vuông Anh)., đây là khu vực tự nhiên được bảo vệ lớn nhất và lâu đời nhất tại khu vực Kavkaz khi nó được thành lập vào năm 1924 với tên gọi Khu bảo tồn bò rừng bison Caucasian. Năm 1979, khu vực này được UNESCO công nhận là Khu dự trữ sinh quyển thế giới và là một phần của Di sản thế giới Tây Kavkaz từ năm 1999. Năm 2008, nó được đổi tên như hiện tại sau khi nhà sinh vật học Khachatur (Christopher) G. Shaposhnikova thành lập ra khu bảo tồn.

## Địa hình và khí hậu

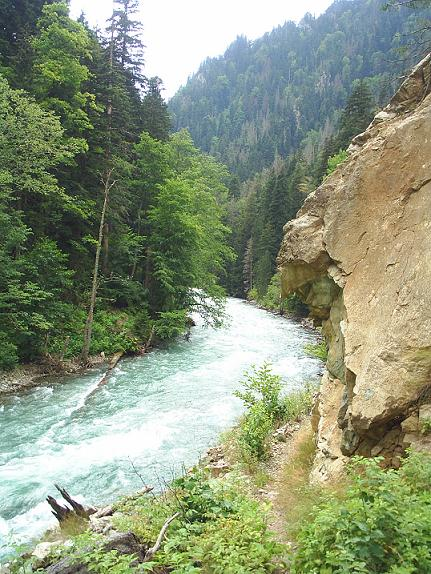
Sông Tsakhvoa, phần trung tâm của khu bảo tồn.

Địa hình của khu bảo tồn là đồi núi dao động từ 260 mét đến 3.360 mét. Giới hạn phía nam của khu bảo tồn này là Vườn quốc gia Sochi.
Khu bảo tồn nằm trong hệ sinh thái hỗn hợp Kavkaz nằm dọc theo dãy núi từ biển Caspi đến biển Đen. Đây là một trong những khu vực có mức độ đặc hữu và đa dạng loài cao nhất trên thế giới với 23% các loài có mạch và 10% động vật có xương sống toàn cầu.
Khí hậu đặc trưng tại đây là Cận nhiệt đới ẩm đặc trưng bởi mùa hè nóng ẩm và mùa đông mát mẻ. Tuy nhiên điều này phụ thuộc theo độ cao khi tại khu vực lãnh nguyên núi cao có khí hậu khắc nghiệt. Nhiệt độ trung bình thấp nhất là vào tháng 1 với 4,3 độ C, trong khi nhiệt độ trung bình cao nhất vào tháng 7 là 21 độ C. Lượng mưa trung bình hàng năm dao động từ 700 - 1.200 mm.

## Động thực vật
Trong số 3000 loài có mặt tại đây đã ghi nhận 1.500 loài thực vật có mạch, trong đó 20% là loài đặc hữu của Kavkaz, 720 loài nấm. Các họ chiếm ưu thế nhất có thể kể đến Họ Cúc (189 loài), Họ Đậu (77 loài), Dương xỉ (40 loài), Họ Lan (30 loài). Hầu hết diện tích của khu bảo tồn được bao phủ bởi rừng và những đồng cỏ núi cao ở khu vực cao hơn. Trên khắp khu bảo tồn có thể bắt gặp những cây Thanh tùng châu Âu có tuổi đời 2000-2500 năm và được tìm thấy rất nhiều tại khu vực rừng Khostinsky. Loài cây điển hình của khu vực đồi núi thấp là Sồi và Tống quán sủ sau đó lên cao thay thế dần bởi Dẻ thơm, Trăn. Lên cao hơn là những khu rừng linh sam Nordmann và vân sam tối tăm, thông và gỗ đầu tối trước khi bị chiếm lĩnh hoàn toàn bởi những đồng cỏ lãnh nguyên. Phần còn lại của Kavkaz khác biệt với những khu bảo tồn khác ở Bắc Âu khi nó có sự hiện diện của những cây dây leo.
Về động vật, khu bảo tồn là nhà của 89 loài động vật có vú, 15 loài bò sát, 9 loài lưỡng cư, 21 loài cá, hơn 100 loài động vật thân mềm, 248 loài chim và hơn 10.000 loài côn trùng. Một số loài đáng chú ý nhất phải kể đến Bò bison châu Âu, Hươu đỏ, Gấu nâu, Sơn dương Tây Kavkaz, Sơn dương Chamois, Linh miêu, Lợn rừng, Lửng châu Âu, Rái cá. Các loài chim chủ yếu là Bộ Sẻ và Cắt.